# Prácheň (Kamenický Šenov)
Prácheň (německy Parchen) je vesnice a část města Kamenický Šenov v okrese Česká Lípa. Nachází se asi 1,5 kilometru jihovýchodně od Kamenického Šenova. Prochází zde silnice I/13. Prácheň je také název katastrálního území o rozloze 2,29 km².

## Historie
Osada zde vznikla kolem roku 1630, o 150 let později byl postaven kostel. Obyvatelé se živili hlavně výrobou a prodejem sklářských výrobků.

## Obyvatelstvo
Při sčítání lidu v roce 1921 ve vsi žilo 463 obyvatel (z toho 217 mužů), z nichž bylo 46 Čechoslováků, 404 Němců a třináct cizinců. Kromě třinácti evangelíků, dvou členů nezjišťovaných církví a osm lidí bez vyznání byli římskými katolíky. Podle sčítání lidu z roku 1930 měla vesnice 1 279 obyvatel: 331 Čechoslováků, 926 Němců, jednoho příslušníka jiné národnosti a 21 cizinců. Většina (1 121 osob) se hlásila k římskokatolické církvi, ale žilo zde také 21 evangelíků, devět členů církve československé, dva židé, pět členů nezjišťovaných církví a 120 lidí bylo bez vyznání.

## Pamětihodnosti

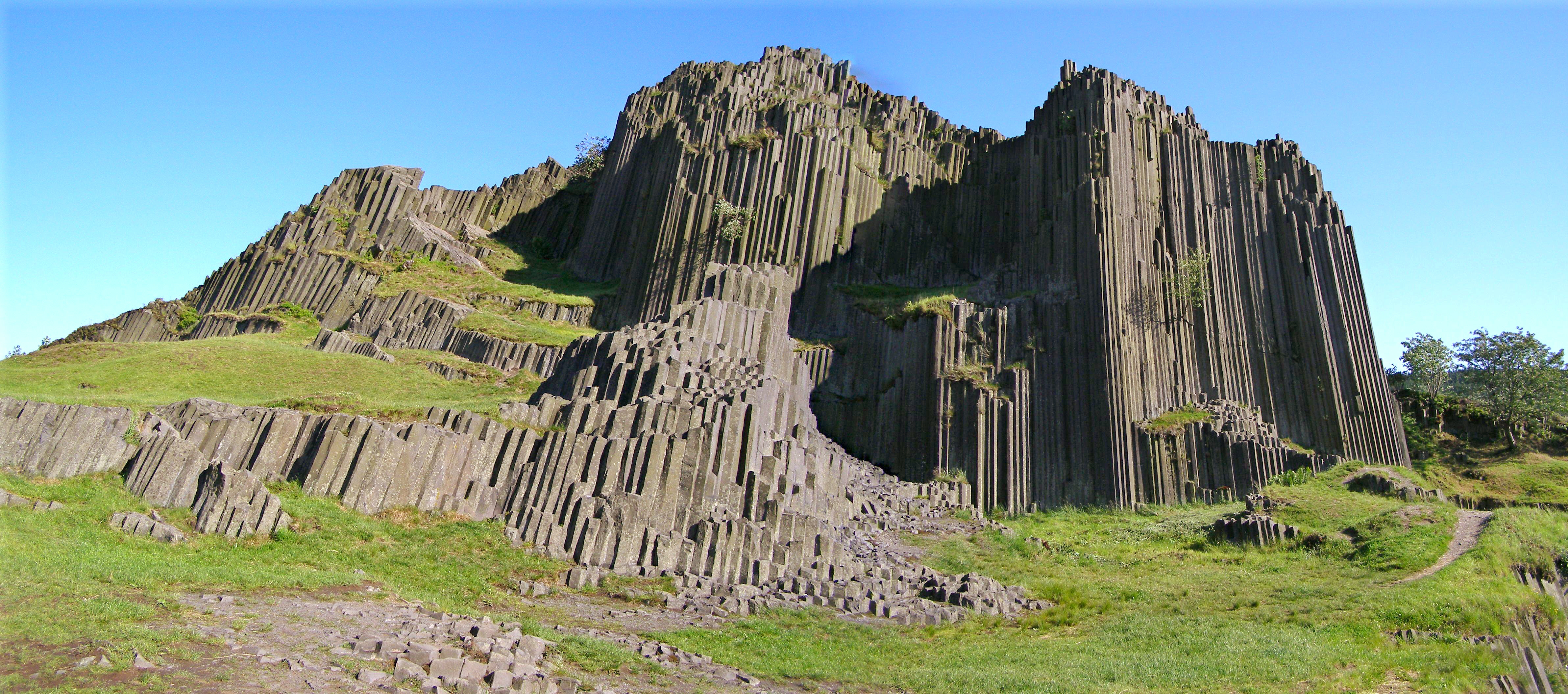
Panská skála západně od Práchně

- Kostel svatého Vavřince z let 1780–1782 postavil děčínský stavitel Václav Kosch v barokním slohu v místech, kde stávala starší dřevěná stavba.[7] Dekorační fresky jsou také barokní, hlavní oltář se zobrazením umučení sv. Vavřince rokokový, dva boční oltáře klasicistní.[7] Kostel obklopuje nevelký hřbitov.
- U č.p. 114 stojí křížek, u č.p. 118 socha svatého Jana Nepomuckého.
- Západně od vesnice při silnici na Kamenický Šenov se nachází národní přírodní památka Panská skála, známá také pod názvem Varhany.
- U Panské skály stojí Mariánský sloup vztyčený v upomínku na mladý pár, který zde umrzl v roce 1739 při noční bouřce.
- Nad obcí je Kraví hora (Kuhberg), občas nazývaná i Studená hora, kvůli zkomolenému německému názvu Kühlberg. Je to nezalesněný čedičový vrch (593 m n. m.), z něhož je dobrý výhled do okolí, proto na něm byla postavena roku 1861 letní restaurace. Dlouho však nevydržela a v roce 1910 byla postavena nová chata s názvem Výšina císaře Františka Josefa. Po válce začala pozvolna chátrat. Ještě v roce 1978 si ji, už dávno pro veřejnost uzavřenou, vybrali filmaři pro detektivní film Vražedné pochybnosti. Dne 1. srpna 1979 podlehla chata požáru[8], zůstaly z ní jen základy. Je zde jen telekomunikační stožár postaveny po roce 1980 a čtyřboký kamenný pomník padlým v první světové válce.[9][10]
- Směrem na Nový Bor u modré turistické značky je mohutný opuštěný důl u výšiny Klučky a stával poblíž i Bildštejn s hospodou postavenou roku 1891, oblíbenou skláři. Bylo to místo pořádání politických diskuzí. Shořela roku 1909 a nic z ní nezůstalo.[11]